# IPhone (1.ª geração)
O iPhone (também conhecido como iPhone Original ou iPhone 2G, após 2008) é o primeiro modelo de smartphone desenvolvido e comercializado pela Apple. Após anos de rumores e especulações, foi oficialmente anunciado no dia 9 de janeiro de 2007, e foi mais tarde lançado nos Estados Unidos no dia 29 de junho de 2007.
O desenvolvimento do iPhone data de 2005, quando o anterior Diretor Executivo da Apple, Steve Jobs, conceitualizou a ideia de um dispositivo no qual o utilizador pode interagir diretamente com o ecrã. O design evoluiu em completo segredo durante os 2 anos seguintes, antes de ser anunciado no início de 2007. Contém conectividade móvel quad-band GSM com suporte para transferência de dados GPRS e EDGE. Apesar de muitas características do iPhone serem consideradas obsoletas pelos padrões modernos, o dispositivo é visto como uma representação do telemóvel moderno, removendo botões de hardware físicos em favor de uma interface baseada no toque. O seu sucessor, o iPhone 3G, foi anunciado em junho de 2008.

## História
Em 2005, o Diretor Executivo da Apple, Steve Jobs, concebeu a ideia de utilizar um ecrã Multi-Touch para interagir com um computador de uma maneira na qual ele pudesse escrever diretamente no ecrã. Ele decidiu que era necessário um ecrã de tripla camada, uma tecnologia muito nova e avançada naquele tempo. Isto ajudaria na remoção do teclado e do rato físicos, o mesmo que um tablet. Jobs recrutou um grupo de engenheiros da Apple para investigar a ideia como um projeto paralelo. Quando Jobs reviu o protótipo e a sua interface de utilizador, concebeu uma segunda ideia de implementar a tecnologia num telemóvel. Todo esse esforço foi chamado de "Project Purple 2" e começou em 2005.
A Apple criou o dispositivo durante uma colaboração sem precedentes e secreto com a AT&T, anteriormente Cingular Wireless. O custo estimado de desenvolvimento da colaboração foram 150 milhões dólares ao longo de um período de trinta meses. A Apple rejeitou o projeto que tinha rendido o Motorola ROKR E1, uma grande colaboração com a Motorola. Em vez disso, a Cingular Wireless deu a Apple deu a liberdade para desenvolver o iPhone ela mesma.
O iPhone original foi introduzido por Steve Jobs em 9 de janeiro de 2007, em uma palestra na Macworld Conference & Expo, realizada em Moscone West, em San Francisco, Califórnia. Em seu discurso, Jobs disse: "Eu estou ansioso por este momento há dois anos e meio" e que "hoje, a Apple vai reinventar o telefone". Jobs apresentou o iPhone como uma combinação de três dispositivos: um iPod widescreen com controles sensíveis ao toque, um telefone celular revolucionário e um comunicador de internet inovador.

### Lançamento
O iPhone foi lançado no dia 29 de junho de 2007 nos Estados Unidos, onde centenas de pessoas formaram filas fora das Apple Stores e lojas da AT&T dias antes de os dispositivos serem lançados. Para evitar uma repetição do fato que aconteceu no lançamento do PlayStation 3, que causou assaltos e até mesmo um tiro, policiais foram contratados para proteger as lojas durante a noite. Mais tarde, foi disponibilizado no Reino Unido, França e Alemanha em novembro de 2007, e a República da Irlanda e Áustria, no outono de 2008.
Seis em cada dez americanos entrevistados disseram que sabiam a data de lançamento do iPhone.

## Design

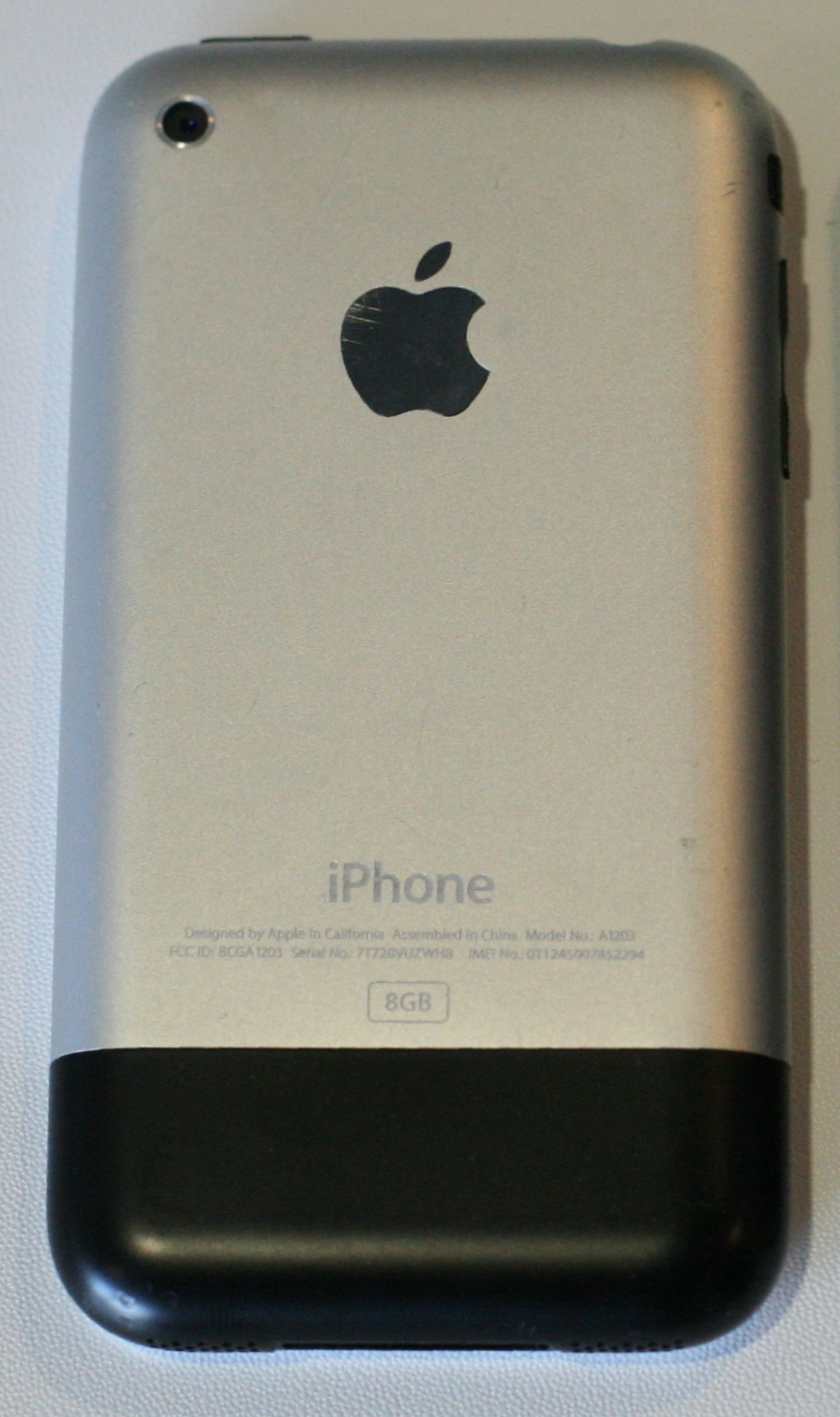
Parte traseira de um iPhone original feita de metal e plástico preto.

O design do iPhone original foi centrado em torno de uma tela de 3,5 polegadas (89 mm) touchscreen. O iPhone original apresenta dois botões físicos que têm se mantido consistente ao longo de gerações mais recentes de iPhone. O dispositivo apresenta uma moldura de metal. A parte traseira é feita de alumínio com base de policarbonato preto. A câmera de 2 megapixels fica localizado no canto esquerdo superior da parte traseira do iPhone. A tomada do fone de ouvido é incompatível com a maioria dos fones de ouvido sem o uso de um adaptador. Outros modelos não tem esse problema.
O iPhone original é o único modelo do iPhone não disponível em várias cores; os outros modelos estão disponíveis em preto ou branco.

## Especificações
As seguintes especificações estão listadas no website da Apple:
- Tamanho da tela: 8,9 cm (3,5 in)
- Resolução da tela: 320x480 pixels em 160 dpi
- Método de entrada: Tela Multi-touch sensível ao toque (O botão "home" é o único botão frontal físico.)
- Sistema Operacional: iOS 3.1.3 (versão final)
- Armazenamento: 8 GB e 16GB, memória flash interna
- Quad band GSM (GSM 850, GSM 900, GSM 1800, GSM 1900)
- Wi-Fi (802.11b/802.11g), EDGE e Bluetooth 2.0 com EDR
- Câmera de 2.0 megapixel
- Bateria interna não-removível e recarregável, Com autonomia aproximada de 8 horas de conversação, 6 horas de uso de internet, 7 horas de reprodução de vídeo e mais de 24 horas de reprodução de música, além de aproximadamente 250 horas em standby
- Tamanho: 115×61×11,6 mm (4,5×2,4×0,46 in)
- Peso: 135 g (4,8 oz)

Conteúdo da embalagem
- iPhone
- Fones de ouvido estéreo
- Dock
- Conector USB para Dock
- Adaptador de força USB
- Documentação (incluindo dois adesivos da Apple)
- Flanela de limpeza/polimento

(Um modelo de dock que carrega o iPhone e Apple Bluetooth Headset é vendido separadamente.)

## Recepção
O The New York Times e o The Wall Street Journal publicaram críticas positivas, mas cautelosas, as suas críticas principais foram quanta a velocidade lenta da AT&T, a incapacidade de se conectar usando serviços 3G.
O colunista de tecnologia do Wall Street Journal, Walt Mossberg, concluiu que "apesar de algumas falhas e omissões de recursos, o iPhone é, em geral, um belo avanço para computadores de bolso".
A Time Magazine o nomeou como a "Invenção do Ano" em 2007.